# R Andromedae
R Andromedae (R Y) es una estrella variable tipo Mira en la constelación de Andrómeda  Su clase espectral es de tipo S, porque  muestra bandas de absorción de monóxido de zirconio en su espectro.  Sea entre las estrellas encontradas por Paul Merrill para mostrar líneas de absorción del elemento inestable tecnecio, estableciendo que la nucleosíntesis tiene que ocurrir en estrellas.